# Selago hermannioides
Selago hermannioides är en flenörtsväxtart som beskrevs av Ernst Meyer. Selago hermannioides ingår i släktet Selago och familjen flenörtsväxter. Inga underarter finns listade i Catalogue of Life.